# Australian Financial Review
Australian Financial Review (AFR) es un diario compacto australiano centrado en los negocios que cubre la actualidad económica y empresarial de Australia y del mundo. El periódico tiene su sede en Sídney, Australia; es propiedad de Nine Entertainment y se ha publicado ininterrumpidamente desde su fundación en 1951. El AFR, junto con el resto de Fairfax Media (aparte de algunas publicaciones que fueron vendidas a Australian Community Media), fue vendido a Nine Entertainment por más de 2300 millones de dólares australianos. El AFR se publica en formato tabloide seis veces por semana, al tiempo que ofrece cobertura en línea 24/7 a través de su sitio web. En noviembre de 2019, el AFR llegó a 2647 millones de australianos a través de medios impresos y digitales.
The Australian Financial Review comenzó como un periódico semanal solo impreso en 1951, antes de cambiar a quincenal en 1961, y a diario en 1963. En la actualidad publica varias revistas y un suplemento de fin de semana, lanzado en 1995. Ese mismo año se inauguró también su sitio web, que contribuyó a ampliar su base de lectores en todos los medios.

## Historia
El periódico Australian Financial Review comenzó como publicación semanal en 1951, editado por John Fairfax & Sons (actualmente Fairfax Media). El principal objetivo del periódico era informar al público australiano sobre la vida empresarial y las noticias.
En 1961, el AFR pasó a ser quincenal, y en 1963 se estableció como primer diario. A pesar de que otros periódicos reclamaban el título de primer diario nacional, Maxwell Newton fue el editor encargado de llevar al Financial Review de quincenal al primer diario nacional. Durante 1961-62, el principal competidor del AFR fue The Australian Financial Times, que estuvo en funcionamiento menos de 12 meses. En las décadas de 1960 y 1970, el AFR se hizo con un gran número de lectores entre un público especializado en el mundo de los negocios debido a su postura neutral sobre las políticas gubernamentales nacionales. En los años setenta, a pesar de la reputación del AFR como diario nacional de negocios, muchos lo consideraban el principal competidor de The Australian, dada su elevada proporción de lectores en el grupo demográfico AB (clases media alta y media).
En 1995, Fairfax lanzó la revista Australian Financial Review en respuesta a su creciente número de lectores entre un público muy variado. La revista se publicó para cubrir temas distintos de los negocios, incluyendo ocio, política, viajes, deportes, moda y otros temas periféricos. En diciembre de 2019, la revista registró una media de 326 000 lectores por número. Desde su lanzamiento en 1995, la revista AFR ha ganado el premio a la 'Mejor revista insertada en periódicos' (2013-2019), 'Marca insertada en periódicos del año' (2019) y el 'Número especial del año' de Mumbrella (2019).

## Financial Review Rich List
La Financial Review Rich List tiene por objeto elaborar una clasificación anual de los ciudadanos australianos más ricos. La lista se publicó por primera vez en la revista BRW en 1984. Desde sus inicios, la AFR se ha hecho cargo de la compilación de la lista y de su publicación, que ahora se publica anualmente en la revista Australian Financial Review Magazine y en afr.com. Junto con los nombres de las personas más ricas, la lista explica el patrimonio neto de la persona o familia y ofrece un breve resumen de las actividades empresariales y el sector al que se dedican. Las valoraciones se realizan utilizando una combinación de información disponible públicamente y consultas privadas. 